# Oron-la-Ville
Oron-la-Ville és un municipi de Suïssa del cantó de Vaud, està situat al districte de Lavaux-Oron.